# مکس یورنسن
مکس یورنسن (انگلیسی: Max Jørgensen; زاده ۹ آوریل ۱۹۲۳ – درگذشته ۲۶ نوامبر ۱۹۹۲) دوچرخه‌سوار اهل دانمارک بود.